# デイジー・フォン・プレス

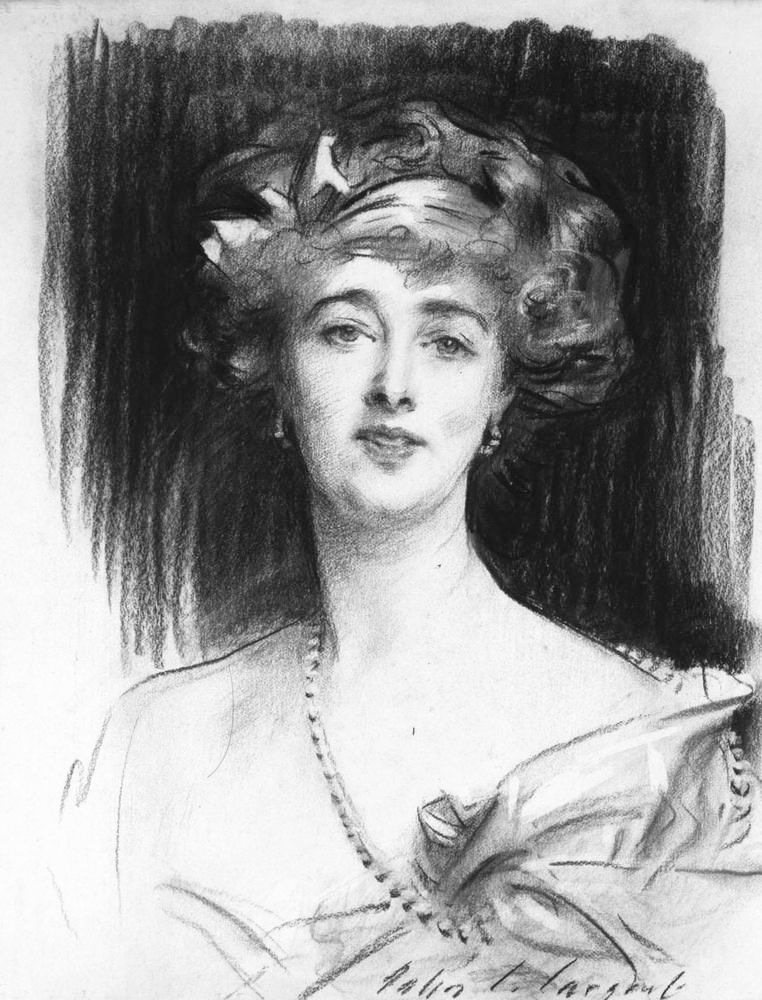
ジョン・シンガー・サージェントによるデイジーのスケッチ

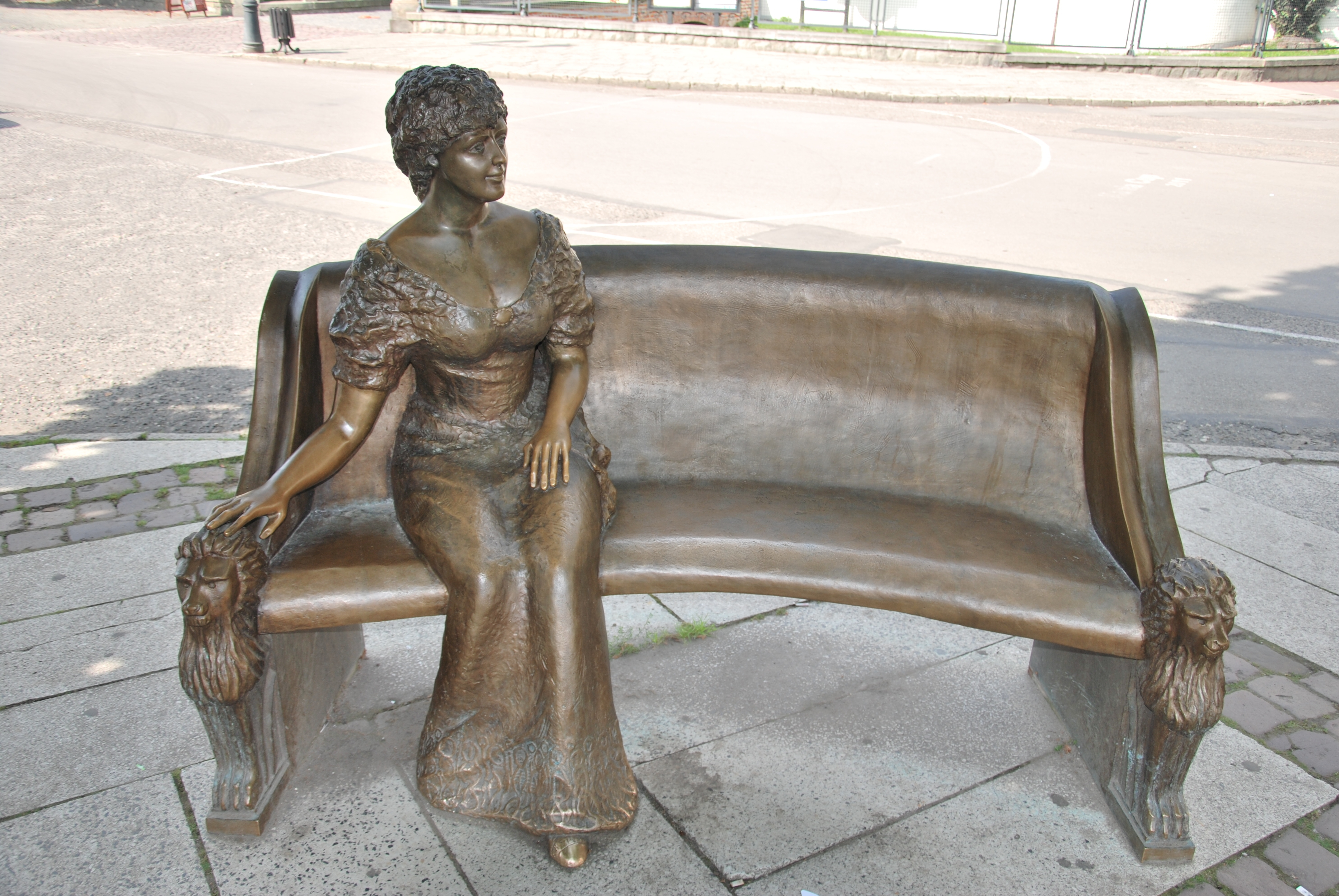
プシュチナの市街地に置かれたデイジーの記念像

メアリー・テレーザ・オリヴィア・コーンウォリス＝ウェスト（英:Mary Theresa Olivia Cornwallis-West, 1873年6月23日 - 1943年6月29日）は、イギリス出身の貴族女性、ソーシャライト。ドイツ・プロイセンのプレス侯ハンス・ハインリヒ15世の最初の妻。結婚後はデイジー・フォン・プレス（独:Daisy Fürstin von Pless, Gräfin von Hochberg, Freifrau zu Fürstenstein）と呼ばれた。美貌を謳われ、エドワード時代に最も注目を浴びた社交界の花形の1人だった。

## 生涯
陸軍大佐・下院議員のウィリアム・コーンウォリス＝ウェスト（William Cornwallis-West, 1835年 - 1917年）と、その妻のメアリー・フィッツパトリック（Mary "Patsy" FitzPatrick, 1856年 - 1920年）の間の長女として、ウェールズ地方・デンビンシャーにあるルシン城で生まれた。父方からデラウェア伯爵家の、母方からはヘッドフォート侯爵家の血を引いていた。弟のジョージ（1874年 - 1951年）はランドルフ・チャーチル卿の未亡人ジェニー・ランドルフと結婚してウィンストン・チャーチルの継父となり、妹のコンスタンス（1876年 - 1970年）も第2代ウェストミンスター公爵の最初の夫人となった。
1891年12月8日にロンドンにおいて、シュレージエン地方の大貴族プレス侯爵家の後継ぎ息子であるハンス・ハインリヒ15世と結婚した。第一次世界大戦が始まる前、デイジーは自分の居城であるフュルステンシュタイン城（Schloss Fürstenstein, 現在はクションシュ城）とプレス城（Schloss Pless, 現在はプシュチナ城）に大勢の紳士貴顕を招いて、2つの城を国際的な社交の中心地にした。
デイジーは当時の大勢の王侯貴族や有力者と友人であり、ドイツ皇帝ヴィルヘルム2世もイギリス王エドワード7世も、デイジーの招待状を受ければ必ず彼女の城に赴き、厳選された招待客たちと狩猟パーティーを楽しんだ。またルーマニア王妃メアリーとその妹のヘッセン大公妃（後にロシア大公妃）ヴィクトリア・メリタとは親友で、しばしば訪問を受けた。また妹のコンスタンスをイギリス屈指の富豪ウェストミンスター公爵と縁組させたのも、デイジーの努力の結果だったとされている。
上流社交界での名声を高めたデイジーは、今度はシュレージエンの地域住民に関心を持ち、社会福祉事業や救貧事業に参加するようになった。第一次世界大戦が勃発すると、敵国イギリス出身の侯爵夫人は、フュルステンシュタイン城の女主人として社交を続けることを断念せざるを得なくなり、推進中だった社会改良事業などからも手を引いた。デイジーは働く女性や母親、障害児、シュレージエンの山岳地帯にある針工場の従業員などの状況改善を進めていた。
1914年8月に敵国人として外されるまでは、デイジーは西部戦線（つまりフランス）の野戦病院でドイツ赤十字社の従軍看護婦として働き、その後はセルビアに置かれたオーストリア＝ハンガリーの野戦病院の従軍看護婦として終戦を迎えている。
1922年12月12日、デイジーはベルリンにおいて夫と離婚した。その後は慢性的な病気と社会的な孤独に苦しみ、1943年に極貧の中でヴァルデンブルク（現在のポーランド領ドルヌィ・シロンスク県ヴァウブジフ）において死去した。

## 子女
夫ハンス・ハインリヒ15世との間に3人の息子をもうけた。
- ハンス・ハインリヒ17世（1900年 - 1984年） - プレス侯家家長
- アレクサンダー・フリードリヒ・ヴィルヘルム・ゲオルク・コンラート・エルンスト・マクシミリアン（1905年 - 1984年） - プレス侯家家長
- ボルコ・コンラート・フリードリヒ（1910年 - 1936年）